# デンゼル・カリー
デンゼル・カリー（英語: Denzel Curry、本名: Denzel Rae Don Curry、1995年2月16日 - ）はアメリカ合衆国のラッパー、歌手、ソングライター。フロリダ州キャロルシティで育ったカリーは小学6年生の時にラップを始め、2011年に1stミックステープの制作を始める。フロリダのアンダーグラウンドラッパーであるスペース・ゴースト・パープに影響を受けていたのもあり、ミックステープは後にパープのソーシャルメディアでフィーチャーされた。地元で注目を集め始め、カリーは後にパープのヒップホップグループ、レイダー・クランに加入。
カリーは2013年にレイダー・クランを脱退。まだ高校生だったカリーはデビューアルバム『Nostalgic 64』をリリース。その後2015年に『32 Zel/Planet Shrooms』、2016年に『Imperial』、2018年にはBillboard 200チャートで28位を獲得した『Ta13oo』、そして2019年には4枚目となるスタジオアルバム『Zuu』をリリース。

## 生い立ち
デンゼル・レイ・ドン・カリーは1995年2月16日、フロリダ州キャロルシティ生まれ。アーティストへの入り口となったのは小学生時代、ラップを始める前にカリーが抱いた詩への興味だった。地元のボーイズ・アンド・ガールズ・クラブで周りにいた子供たちをラップバトルに挑戦していた。マイアミにあるDesign and Architecture High Schoolに2年通い、退学後は Miami Carol City Senior High Schoolに通いながら『Nostalgic 64』の制作を始める。カリーはThe Breakfast Clubとのインタビューで、子供の頃に知り合いの男性から性的虐待を受けたことを告白。

## キャリア

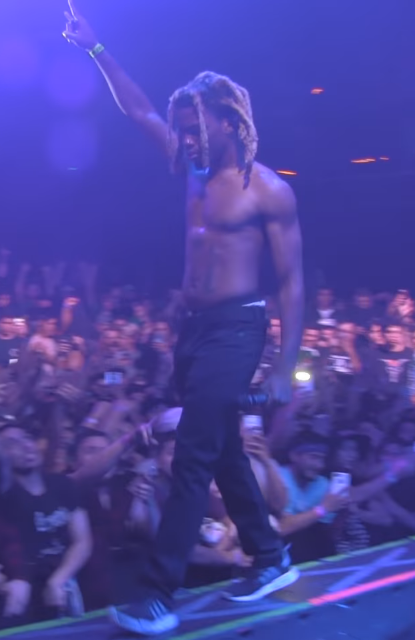
ライブでのDenzel Curry（2016年）

### 2011–2012: キャリアの始まり
2011年9月24日、カリーは1stミックステープ『King Remembered Underground Tape 1991-1995』をリリース。その後スペース・ゴースト・パープがカリーのミックステープを自身のページに取り上げ、カリーのキャリアが始まる。ミックステープリリース後、カリーはスペース・ゴースト・パープのヒップホップグループ、レイダー・クランに加入。
2012年、2ndミックステープ『King of the Mischievous South Vol. 1 Underground Tape 1996』をリリース。ミックステープはアメリカ人ラッパーのアール・スウェットシャツや他のオッド・フューチャー・レコードメンバーの目に留まる。
カリーの3rdミックステープ『Strictly for My R.V.I.D.X.R.S.』はトレイボン・マーティン射殺事件後にリリース。トレイボン・マーティンはキャロルシティに住み、カリーと同じ高校に通っていた。このミックステープのラップは2パックから影響を受けている。

### 2013–2014: 『Nostalgic 64』
レイダー・クランの解散により、カリーはラッパーとしてのソロ活動を開始。2013年9月3日、カリーは自身のデビューアルバムとなる『Nostalgic 64』をリリース。デビューアルバムではJK the Reaper、Lil Ugly Mane、Mike G、Nell, Robb Bank$, Stephen A. Clark, Yung Simmie等のゲストをフィーチャーする。2014年、カリーはDeniro Farrarの「Bow Down」やDillon Cooperの「Eyes of the World」にフィーチャー出演している。

### 2015–2016: 『32 Zel/Planet Shrooms』 と『Imperial』
2015年6月9日、カリーはダブルEP『Zel/Planet Shrooms』をリリース。EPにも含まれていた「Ultimate」は ボトル・フリップ・チャレンジに使用されることが多く、注目を集めた。Spotifyでは1億再生を超え、YouTubeではミュージック・ビデオがないにもかかわらず3000万再生を超える。2016年初のリリースはシングルの「Flying Nimbus」。
2016年3月9日、2枚目のアルバム『Imperial』をリリース。同年10月14日にはSpotifyでデラックスバージョンをリリース。
2016年6月、2016年XXL Freshmen Classの一人に選ばれる。

### 2017–現在: 『13』『Ta13oo』 と『ZUU』

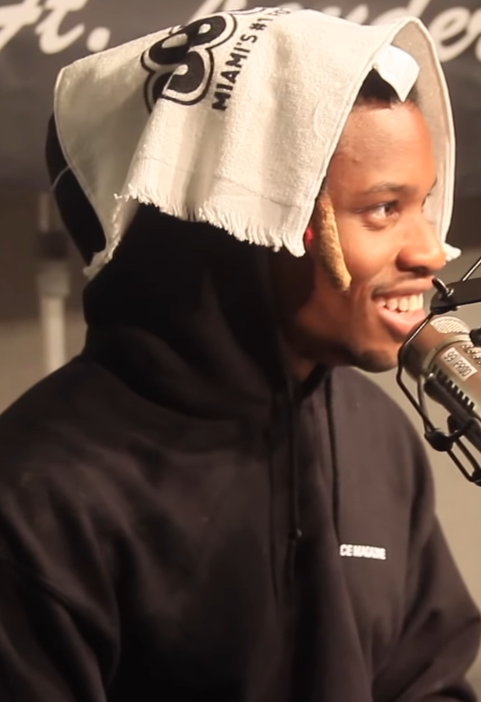
2018年8月 － カリー

2017年5月13日、カリーはSoundCloudに「Hate Government [demo]」を投稿。その後「Equalizer [demo]」と「ZELTRON 6 BILLION ft. Lil Ugly Mane」2つのデモ音源も投稿。2017年6月25日にデモだった楽曲も含むEP『13』をリリース。2017年8月18日に「Skywalker」をリリースし、9月22日にはJuicy Jをフィーチャーする「Ultimate」のリミックスを含む『32 Zel』のリマスター盤をリリース。
『13』のデモ音源をリリースし始めてから、3枚目のアルバムとなる『Ta13oo』について言及していた。『13』は『Ta13oo』のサンプラーの形で、まだアルバムの発売日は発表されなかった。2018年2月28日、ASAP Fergの「Kristi」にIDKと共にフィーチャー出演。コラボツアーで3月10日、オースティン (テキサス州)で初披露。2018年3月16日にはIDKをフィーチャーする「Uh Huh」を自身の公式YouTubeチャンネルに投稿。
2018年4月2日、カリーは『Ta13oo』からのリードシングル、「Sumo」をZane LoweのBeats 1ラジオ番組にてリリース。2018年5月24日、2ndシングルとなる「Percs」をリリース。2018年7月13日に3rdシングルとなる「Clout Cobain」をリリースし、『Ta13oo』は3部に分けてリリースすると発表。7月25日に『Light』、7月26日に『Gray』、そして7月27日に『Dark』の3部。プレリリースされた3つのシングルはアルバムの前兆。「Sumo」は『Light』、「Clout Cobain」は『Gray』、「Percs」は『Dark』を象徴し、3つ合わせて『Ta13oo』となる。
2019年2月14日、カリーはオーストラリアのラジオTriple JのLike A Versionコーナーにてレイジ・アゲインスト・ザ・マシーンの「Bulls On Parade」をカバーし称賛を受けた。
2019年5月8日、カリーは『Ta13oo』のリリース以来初となるシングル「Ricky」をリリース。タイトルは曲のインスピレーションともなった父の名前が由来。2019年5月22日、カリーは新たなシングル「Speedboat」をリリースし、次のアルバム『Zuu』が2019年5月31日にリリースすると発表。
2019年7月15日、カリーはテレビ番組のThe Tonight Show Starring Jimmy Fallonで初のテレビ出演を果たす。『Zuu』から「Ricky」と「Wish」のメドレーを演奏し、象徴的なドレッドロックスを切ったことを見せた。

## 私生活

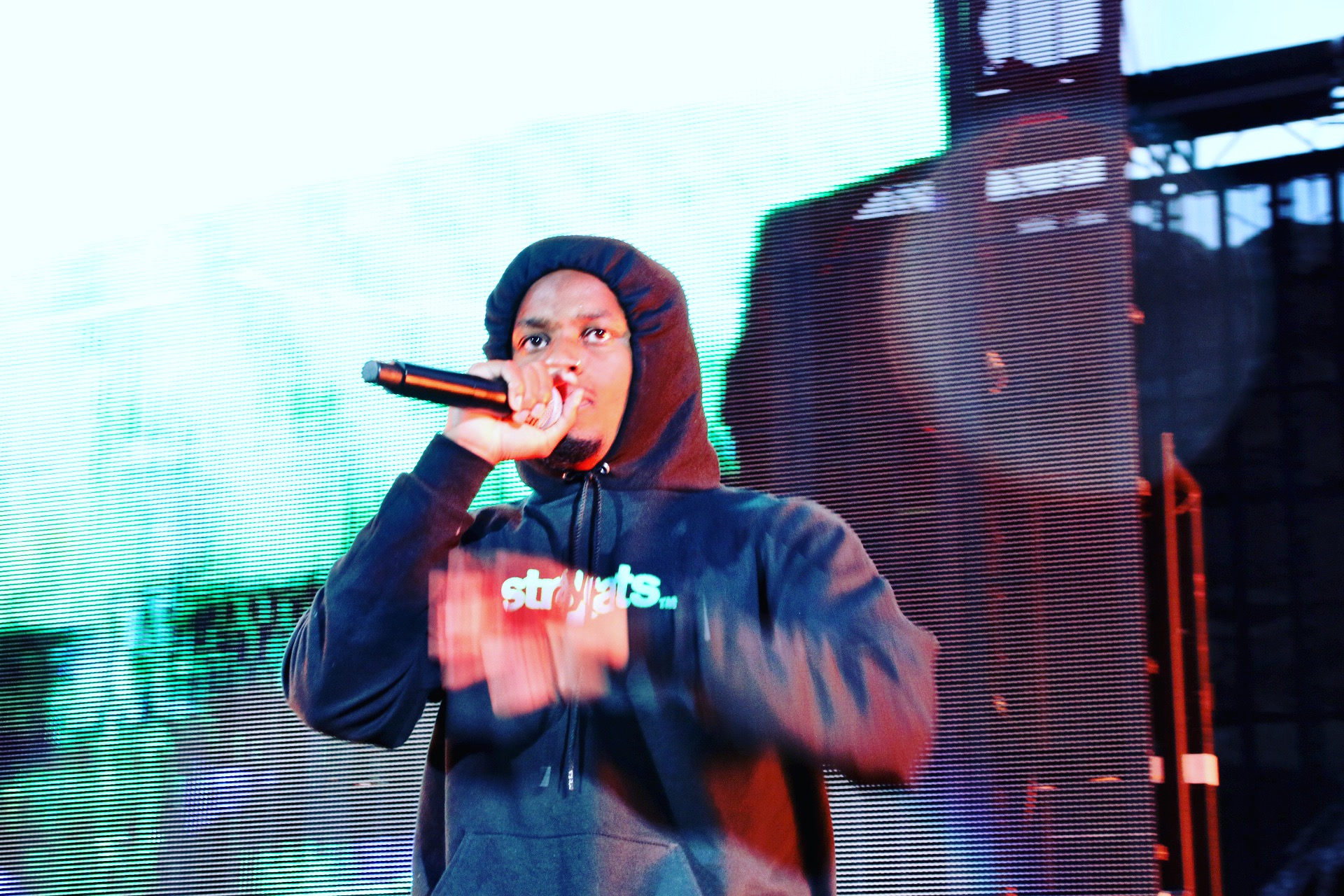
ライブでのDenzel Curry（2019年）

2014年3月4日、カリーの兄Treon Johnsonは警察にテーザーガンやペッパースプレーをされた影響で死亡した。Johnsonは噛んできた犬に対して屋根からココナッツを投げていると通報されていた。カリーはこれに対して、兄はテーザーガンの影響の心肺停止により死亡したと述べる。
2017年1月までカリーはXXXテンタシオン、ロニー・Jや、他のC9メンバーとマイアミで同居をしていた。以来ロサンゼルスに住んでいる。

## ディスコグラフィ
- 『Nostalgic 64（英語版）』(2013)
- 『32 Zel/Planet Shrooms（英語版）』 (2015)
- 『Imperial（英語版）』 (2016)
- 『13 (デンゼル・カリーのEP)（英語版）』(2017)
- 『Ta13oo（英語版）』 (2018)
- 『Zuu（英語版）』 (2019)